# Хеган
Хеган (кит. спр. 鹤岗市, піньїнь: Hègǎng Shì) — місто-округ в східнокитайській провінції Хейлунцзян.

## Географія
Хеган розташовується у східній частині провінції.

### Клімат
Місто знаходиться у зоні, котра характеризується вологим континентальним кліматом з теплим літом. Найтепліший місяць — липень із середньою температурою 21.3 °C (70.3 °F). Найхолодніший місяць — січень, із середньою температурою -21 °С (-5.8 °F).
| Клімат Хегана           | Клімат Хегана | Клімат Хегана | Клімат Хегана | Клімат Хегана | Клімат Хегана | Клімат Хегана | Клімат Хегана | Клімат Хегана | Клімат Хегана | Клімат Хегана | Клімат Хегана | Клімат Хегана | Клімат Хегана |
| Показник                | Січ.          | Лют.          | Бер.          | Квіт.         | Трав.         | Черв.         | Лип.          | Серп.         | Вер.          | Жовт.         | Лист.         | Груд.         | Рік           |
| Середній максимум, °C   | −14,8         | −10           | −0,3          | 11,4          | 19,3          | 24,4          | 26,8          | 25            | 19,2          | 10,2          | −2,4          | −12,8         | 8             |
| Середня температура, °C | −21           | −16,7         | −6,9          | 4,7           | 12,2          | 18            | 21,3          | 19,6          | 12,9          | 3,8           | −8,3          | −18,4         | 1,8           |
| Середній мінімум, °C    | −26,9         | −23,6         | −13,7         | −2            | 5,1           | 11,9          | 15,8          | 14,4          | 6,8           | −2,2          | −13,4         | −23,6         | −4,3          |
| Норма опадів, мм        | 4.4           | 5.6           | 9.4           | 23.7          | 50.8          | 91.9          | 139.1         | 145.2         | 71.4          | 32            | 12.6          | 8.2           | 594.3         |
| Днів з опадами          | 6,1           | 5,4           | 6,1           | 7,9           | 12,2          | 14,4          | 14,8          | 14,9          | 12,4          | 8,5           | 6,1           | 6,8           | 115,6         |
| Вологість повітря, %    | 71.5          | 70.1          | 63            | 53.3          | 54.6          | 67.2          | 75.9          | 77.5          | 72            | 62.5          | 68.9          | 76.6          | 67.8          |
| ----------------------- | ------------- | ------------- | ------------- | ------------- | ------------- | ------------- | ------------- | ------------- | ------------- | ------------- | ------------- | ------------- | ------------- |
| Джерело: Weatherbase    |               |               |               |               |               |               |               |               |               |               |               |               |               |